# 캄포 데 피오리

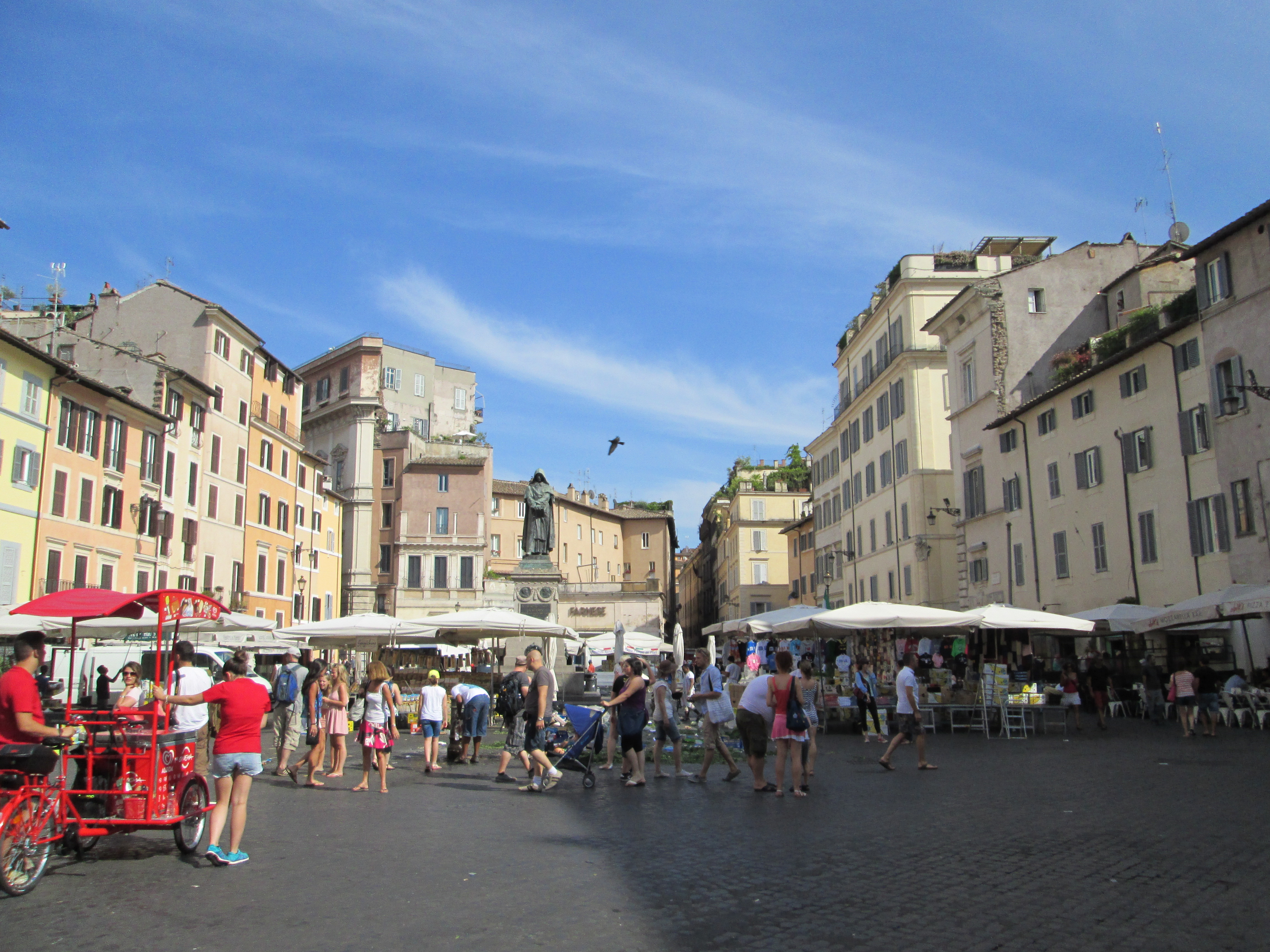
캄포 데 피오리

캄포 데 피오리(Campo de' Fiori)는 이탈리아 나보나 광장 남쪽에 위치한 직사각형 모양의 광장이다.